# Legends of Tomorrow
DC's Legends of Tomorrow (zkráceně Legends of Tomorrow) je americký akční televizní seriál, natočený podle komiksů vydavatelství DC Comics. Jedná se o spin-off seriálů Arrow a Flash, do jejichž fikčního světa je rovněž zasazen. Seriál byl vysílán v letech 2016–2022 na stanici The CW, celkově vzniklo 110 dílů rozdělených do sedmi řad. 

## Příběh
Rip Hunter přicestuje zpět v čase do roku 2016, aby vytvořil tým, který mu má pomoci zabránit nesmrtelnému tyranskému Vandalu Savageovi ovládnout v Ripově současnosti (rok 2166) celý svět. V časové lodi Waverider společně prochází různými érami a místy, o kterých díky dějinným záznamům ví, že se v nich Savage nacházel, a snaží se nalézt způsob, jak jej zabít. Pronásledováni jsou však Time Mastery, organizací z budoucnosti, která chrání neměnnost časové linie a jejímž členem byl i Rip Hunter.
Ve druhé řadě seriálu se skupina Legend pod vedením Sary Lance snaží zabránit časovým anomáliím v historii, které způsobuje Reverse-Flash se svými spolupracovníky. Třetí série se věnuje souboji s démonem Mallusem. Ve čtvrté řadě Legendy bojují s démonem Neronem, zatímco pátá série se zaměřuje na Astru Logue a plán její pomsty. V šesté sérii se Legendy musí postavit geniálnímu Bishopovi, který chce zachránit lidstvo. Závěrečná sedmá řada popisuje snahu týmu uvíznutého v minulosti získat zpět Waverider.

## Obsazení
- Victor Garber jako profesor Martin Stein / Firestorm (1.–3. řada, jako host v 7. řadě)
- Brandon Routh jako Ray Palmer / Atom (1.–5. řada, jako host v 7. řadě)
- Arthur Darvill jako Rip Hunter (1.–2. řada, jako host ve 3. a 7. řadě)
- Caity Lotz jako Sara Lance / White Canary
- Franz Drameh jako Jefferson „Jax“ Jackson / Firestorm (1.–3. řada, jako host v 7. řadě)
- Ciara Renée jako Chay-Ara / Kendra Saunders / Hawkgirl (1. řada)
- Falk Hentschel jako Khufu / Carter Hall / Hawkman (1. řada, jako host v 7. řadě)
- Amy Louise Pemberton jako Gideon
- Dominic Purcell jako Mick Rory / Heat Wave (1.–6. řada)
- Wentworth Miller jako Leonard Snart / Captain Cold (1. řada, jako host ve 2., 3. a 7. řadě)
- Matt Letscher jako Eobard Thawne / Reverse-Flash (2. řada, jako host v 7. řadě)
- Maisie Richardson-Sellers jako Amaya Jiwe / Vixen (2.–3. řada) a jako Clotho / Charlie (4.–5. řada)
- Nick Zano jako Nathaniel „Nate“ Heywood / Steel (2.–7. řada)
- Tala Ashe jako Zari Tomaz (3.–7. řada) a jako Zari Tarazi (5.–7. řada)
- Keiynan Lonsdale jako Wally West / Kid Flash (3. řada)
- Jes Macallan jako Ava Sharpe (4.–7. řada, jako host ve 3. řadě)
- Ramona Young jako Mona Wu (4. řada, jako host v 5. řadě)
- Courtney Ford jako Nora Darkh (4.–5. řada, jako host ve 3. a 7. řadě)
- Olivia Swann jako Astra Logue (5.–7. řada, jako host ve 4. řadě)
- LaMonica Garrett jako Mar Novu / Monitor (5. řada)
- Adam Tsekhman jako Gary Green (6.–7. řada, jako host ve 3.–5. řadě)
- Shayan Sobhian jako Behrad Tarazi (6.–7. řada, jako host ve 4. a 5. řadě)
- Lisseth Chavez jako Esperanza „Spooner“ Cruz (6.–7. řada)

## Produkce
V lednu 2015 ohlásil producent a scenárista Greg Berlanti rané práce na spin-offu seriálu Arrow, který by byl zaměřen na postavu Raye Palmera / Atoma (Brandon Routh). O měsíc později bylo oznámeno, že se seriál zaměří na superhrdinský tým. Ve zmíněné show, jejímiž autory jsou Greg Berlanti, Andrew Kreisberg a Marc Guggenheim a showrunnerem Phil Klemmer, se mělo objevit několik vedlejší postav ze seriálů Arrow a Flash. Natáčení pilotního dvojdílu bylo zahájeno 9. září 2015.

## Vysílání
| Řada | Díly | Premiéra v USA | Premiéra v USA  |
| Řada | Díly | První díl      | Poslední díl    |
| ---- | ---- | -------------- | --------------- |
| 1    | 16   | 21. ledna 2016 | 19. května 2016 |
| 2    | 17   | 13. října 2016 | 4. dubna 2017   |
| 3    | 18   | 10. října 2017 | 9. dubna 2018   |
| 4    | 16   | 22. října 2018 | 20. května 2019 |
| 5    | 15   | 14. ledna 2020 | 2. června 2020  |
| 6    | 15   | 2. května 2021 | 5. září 2021    |
| 7    | 13   | 13. října 2021 | 2. března 2022  |

Seriál byl stanicí The CW nasazen do vysílání v polovině televizní sezóny 2015/2016, premiéra první části pilotního dvojdílu proběhla v 21. ledna 2016. První řada čítala 16 epizod a ještě před jejím ukončením oznámila stanice dne 11. března 2016 objednání druhé řady seriálu, jejíž úvodní díl měl premiéru 13. října 2016. K původním třinácti epizodám této série byly v listopadu 2016 přidány další čtyři. Třetí řada byla objednána 8. ledna 2017, její první díl byl odvysílán 10. října 2017. Začátkem dubna 2018 byla ohlášena čtvrtá řada seriálu, která byla uvedena na podzim 2018. Pátá řada seriálu byla ohlášena 31. ledna 2019. Její úvodní díl tvořil 14. ledna 2020 závěrečnou část pětidílného crossoveru „Crisis on Infinite Earths“, na což v dalších týdnech navázaly řádné díly páté série. Dne 7. ledna 2020 televize The CW uvedla, že objednává šestou řadu seriálu, která měla premiéru v květnu 2021. Sedmou sérii oznámila stanice v únoru 2021 a její první díl byl uveden v říjnu 2021. Po skončení sedmé řady v březnu 2022 oznámila v dubnu 2022 televize The CW zrušení seriálu.

## Související seriály
Legends of Tomorrow vznikl jako spin-off seriálů Arrow a Flash. Odehrává se ve stejném fikčním světě, tzv. Arrowverse, a jeho hlavní hrdinský tým je tvořen různými postavami, které byly většinou již představeny ve vedlejších rolích ve zmíněných pořadech. Kromě nich ale v Legends hostují i další postavy z obou seriálů, včetně hlavních hrdinů.
Během druhé řady seriálu Legends of Tomorrow proběhl na podzim 2016 crossover mezi třemi superhrdinskými seriály stanice The CW – Arrow, Flash a Legends of Tomorrow, ve kterém se představila i Supergirl ze stejnojmenného seriálu. Na podzim 2017 uskutečnila stanice The CW čtyřdílný crossover mezi všemi čtyřmi seriály. Dalšího crossoverového příběhu „Elseworlds“ se Legendy neúčastnily. Crossover „Crisis on Infinite Earths“ z přelomu let 2019 a 2020 čítal pět dílů a zahrnoval kromě Arrowa, Flashe, Supergirl a Legends of Tomorrow také nový seriál Batwoman. Přičleněn byl i dosud samostatně odehrávající se seriál Black Lightning. Tento crossover zároveň posloužil pro celkový reboot příběhové kontinuity celého fikčního světa Arrowverse.
Ve třetí řadě Legends of Tomorrow se jako host objevil také Matt Ryan v roli lovce démonů John Constantina, který tuto postavu hrál ve vlastním seriálu a jako host se objevil i v Arrowovi. Od čtvrté série, která začala v roce 2018, působil v seriálu pravidelně (v úvodních titulcích uváděn jako speciální účinkující).